# Dino Giannotti
Dino Giannotti (Montepulciano, 14 gennaio 1889 – Montepulciano, 26 luglio 1957) è stato un medico e scrittore italiano.

## Biografia

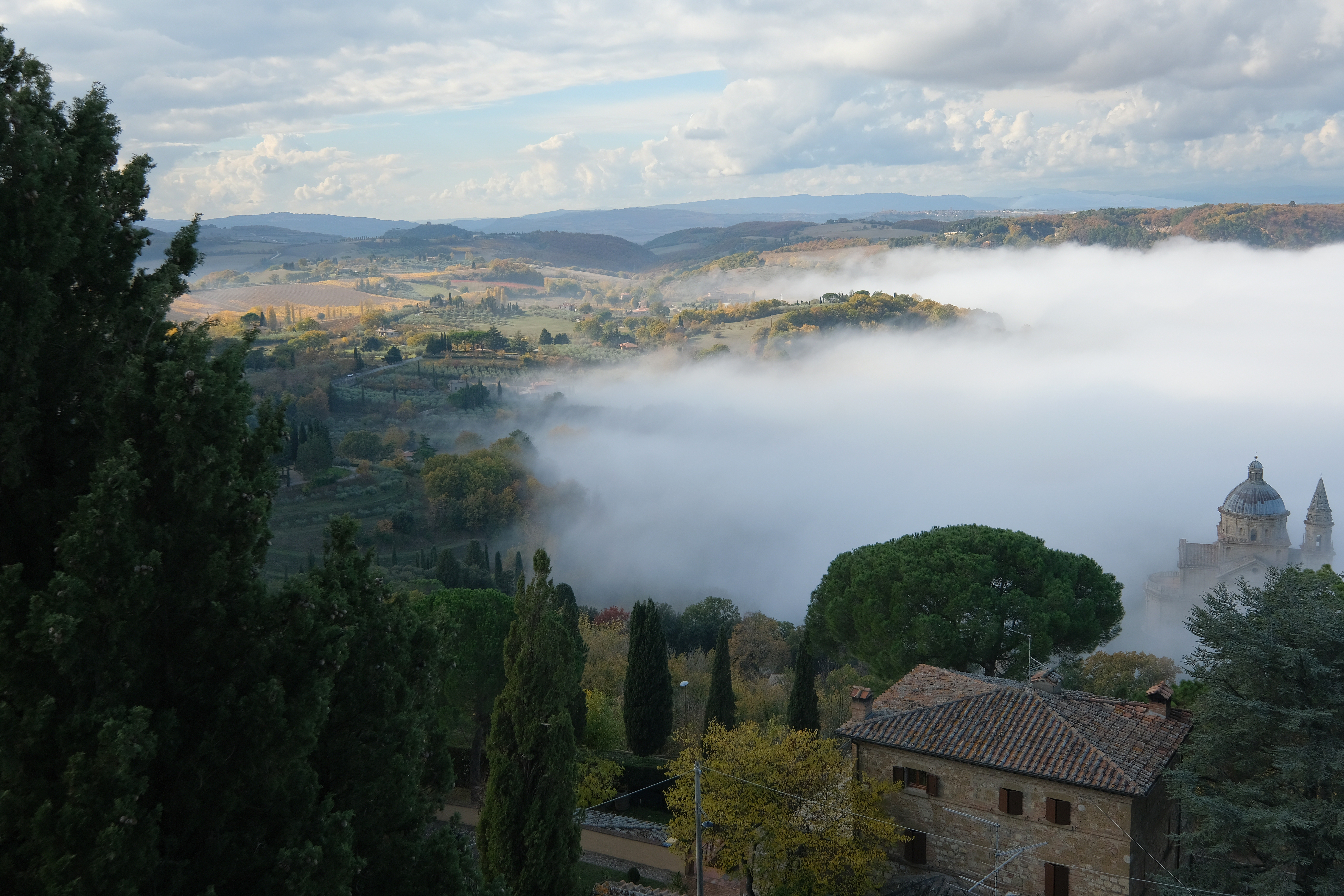
Vista da Montepulciano

### Anni giovanili e formazione
Nato da Benvenuto Giannotti ed Agnese Batignani; il padre era originario di Firenze e si trasferì a Montepulciano a seguito della vincita di un concorso per "condotta medico-chirurgo", indetta dal comune il 20 agosto 1884. Proprio a Montepulciano il padre conobbe la moglie dalla quale ebbe cinque figli. Dino era il primogenito e trascorse la sua giovinezza a Montepulciano dedicando la maggior parte del suo tempo a studi classici e alla crescita sportiva del suo paese. Infatti fu proprio lui a introdurre e a fondare la prima squadra di calcio della città: "Club Sport Montepulciano". Una volta finiti gli studi liceali si trasferì a Siena per studiare medicina, laureandosi il 6 luglio 1914. Il 1º ottobre dello stesso anno con il grado di sottotenente venne richiamato per il servizio di leva per la Scuola di Sanità Militare per frequentare il corso teorico-pratico di medicina militare.
Fu arruolato nell'esercito italiano e combatté sul fronte nella Prima Guerra Mondiale. Dopo la fine della Grande Guerra l'8 febbraio 1920 prestò servizio presso l'ospedale militare di Firenze e proprio in questo periodo conobbe Enrichetta Chiaradia, futura moglie dalla quale ebbe tre figli: Renata (1921), Riccardo (1925) e Benvenuto (1934).
Tuttavia la moglie Enrichetta morì nel 1942 a 46 anni, avvenimento che segnò profondamente la vita di Giannotti, il quale iniziò gradualmente a distaccarsi dalla vita pubblica per prendersi cura dei suoi tre figli. Il 16 ottobre 1948 dopo non essere risultato idoneo per la promozione a generale, percepita come un'evidente ingiustizia, si ritirò sempre più a vita privata, complice anche la disgregazione della sua famiglia. Infatti la figlia Renata sposò un cittadino dell'Ecuador e subito dopo la Seconda Guerra Mondiale si trasferì proprio in quel paese. Invece il secondogenito Riccardo dopo aver finito nel 1943 gli studi presso la Scuola Militare di Milano con l'intenzione di entrare nell'Accademia Militare di Modena decise, anche se in profondo contrasto con il padre, di arruolarsi nel R.S.I, ma dopo qualche anno si trasferì anche lui in America del Sud.
Dino Giannotti profondamente rattristato da queste partenze, con attenzione e severità si dedicò agli studi del figlio minore Benvenuto che stava per intraprendere la professione medica e realizzare quelle speranze che erano andate ormai perse con i primi due figli.
Nel tempo libero si dilettava a leggere testi di storia sia antica che contemporanea quasi sempre accompagnata da un sottofondo di musica classica. Nei mesi estivi amava trascorrere una piacevole parentesi in quel di Montepulciano per lui fortemente importante grazie a tanti affetti e tanti ricordi, non a caso ritrovò molti amici della gioventù e trascorreva gran parte del tempo in passeggiate, concluse molto spesso con conversazioni al caffè del corso principale.
Morì improvvisamente il 26 luglio 1957 nella città natale. Fu sepolto nella cappella di famiglia dove la sua lapide, per sua volontà, coerentemente con la sua fede monarchica e militare reca la scritta:"Colonnello Medico del Regio Esercito".

### Carriera militare
Dino Giannotti fu richiamato per il servizio di leva il 1º ottobre 1914 con il grado di sottotenente ed inviato alla Scuola di Sanità Militare per frequentare il corso teorico-pratico di medicina militare. Terminata la sua preparazione venne dapprima assegnato al 77º Reggimento fanteria; chiamato in seguito "Il Glorioso Reggimento dei Lupi di Toscana", per poi essere mandato al fronte il 24 maggio 1915 sotto l'83º Reggimento fanteria "Venezia".
Il 16 settembre 1917 venne assegnato al 3º Battaglione del 70º Reggimento Fanteria, Brigata Ancona, fino a che non fu catturato il 26 ottobre 1917, durante la battaglia Caporetto. Fu quindi inviato al campo di concentramento di Sigmundsherberg (Austria), dove lavorò come medico per i prigionieri italiani nell'ospedale del campo; ci rimase fino al 15 maggio 1918. Fu poi trasferito dalle autorità austriache per essere impiegato in territorio italiano, prima a San Daniele del Friuli e poi a Pordenone, per esercitare la sua professione a favore della popolazione civile. Rimase prigioniero fino al 1º novembre 1918, quando la città venne liberata dall'esercito italiano in avanzata dopo la battaglia di Vittorio Veneto.
Dopo la fine della guerra decise di proseguire la sua carriera militare e l'8 febbraio 1920 fu nominato capitano dell'Ospedale militare di Firenze. Nel 1935 fu trasferito all'Ospedale militare di Palermo e successivamente il 31 dicembre 1939 fu nominato vicedirettore dell'Ospedale di Udine per poi ottenere la promozione a tenente colonnello il 16 giugno 1940.
Durante il secondo conflitto mondiale, la sua divisione, la "Veneto", fu assegnata nei territori balcanici occupati dall'Italia per un breve periodo di tempo. Il 1º luglio 1943 fu promosso colonnello e nominato direttore dell'Ufficio medico presidenziale di Parma. Dopo l'8 settembre decise di restare al suo posto per "fornire cure e assistenza a circa 400 prigionieri militari". Il nuovo regime della Repubblica Sociale Italiana era del tutto incompatibile con le sue idee liberali e il suo atteggiamento insieme a quello dei rappresentanti del movimento di resistenza locale, causarono "molte denunce da parte del governo militare e fecero irritare le autorità politiche". Il 15 gennaio 1944 fu esonerato dalla carica a lui assegnata e successivamente collocato in congedo. Gli fu comunque richiesto di prestare giuramento alla R.S.I, rifiutandosi di giurare avrebbe perso anche gli assegni dello stipendio, quindi dovette giurare fedeltà alla Repubblica il 20 aprile del 1944 per motivi di carenze pecuniarie. Nel 1946 fu considerato idoneo a riprendere servizio dalla commissione epurazione del personale militare e fu assegnato al Comando Militare Territoriale di Firenze. Il 22 ottobre 1947 fu nominato direttore di sanità presso il Comando Militare Territoriale di Milano.
Nonostante l'esame approvato dalla commissione di epurazione e le molte testimonianze scritte della sua attività contro il regime, non venne prescelto alla promozione a generale a causa del giuramento fatto alla R.S.I e infine fu collocato in congedo il 16 ottobre 1948.

### L'Attività durante la prima guerra mondiale
Terminata la sua preparazione come medico, fu assegnato in un primo momento al 77º Reggimento fanteria per poi trasferirsi al fronte il 24 maggio 1915, prestando servizio all'83º Reggimento Fanteria "Venezia". Lavorò come medico nell'esercito italiano fino a quando il 26 ottobre 1917 fu catturato dall'esercito austriaco durante l'infausta battaglia di Caporetto per poi essere internato nel campo di concentramento di Sigmundsherber. Il campo in un primo momento fu descritto così dal medico poliziano:
"Dapprima uno sterminato numero di baracche che potevano ricordare un villaggio con case di legno, tutte circondate da reticolati e sorvegliate da sentinelle armate. Poi raccapricciai nello scorgere dietro il filo spinato, una gran quantità di nostri prigionieri che se ne stavano accovacciati in terra a prendere quel poco di sole autunnale che la giornata offriva. Facce sparute, allampanate, occhi spenti, fissi nel vuoto, silenzio quasi assoluto".
Essendo medico a Giannotti fu chiesto di prestare la sua preparazione nell'arte medica all'ospedale del campo di concentramento dove gli venne affidato il reparto di isolamento. Pochi giorni gli bastarono per capire in maniera evidenti le condizioni pessime in cui riversavano i prigionieri italiani, descrivendo così la metodologia con cui venivano accolti i pazienti all'ospedale:
"Appena giunti al Campo viene loro tolto il cappotto e gli indumenti di lana che possono avere indosso, vengono rivestiti di stracci, e stipati in baracche non riscaldate, con un'unica coperta per coprirsi. Per via di tali condizioni di vita, il numero degli ammalati era impressionante non meno dei decessi, causati soprattutto da malattie dell’apparato respiratorio e di quello gastro intestinale, né esistevano medicinali per poterli curare convenientemente. I soldati giungevano in ospedale disfatti, scheletriti, talvolta in stato preagonico".
I più grandi nemici del medico militare nei campi di concentramento erano la fame e il freddo; l'inverno del 1917 fu particolarmente rigido, neve e gelo erano presenti su tutto il campo di Sigmundsherberg e si registravano temperature di dieci gradi sotto lo zero. Le baracche dei soldati non erano dotate di riscaldamento, anche in ospedale il riscaldamento era trascurabile, tanto che alcuni soldati ricoverati dovettero essere ulteriormente trattenuti a causa del congelamento degli arti inferiori.
L'Impero austriaco era in una situazione quasi insostenibile in quanto la vittoria di Caporetto e la conseguente cattura di molti soldati italiani si rivelò una falsa vittoria siccome è vero che l'esercito italiano si era indebolito moltissimo ma è pur vero che tutti questi prigionieri dovevano essere nutriti. La situazione degenerò ulteriormente poiché i viveri per le truppe austriache iniziavano a scarseggiare, i prigionieri italiani spinti dall'estrema fame furono costretti a mangiare rifiuti o carcasse. I medici dovettero assistere i malati senza l'aiuto di nessuna medicina ed il numero dei morti crebbe esponenzialmente nel triennio 1916-1918. Giannotti prese a cuore questa situazione, riuscì ad accedere in maniera parziale agli archivi del campo di concentramento e stilò una statistica dei decessi.
L'occupazione dell'attuale Friuli e parte del Veneto da parte dell'esercito austriaco in un primo momento portò entusiasmo tra le file austriache, ma non venne considerato un problema fondamentale: la vasta popolazione delle regioni italiane. Il problema principale fu la carenza di assistenza sanitaria alla popolazione così l'Impero Austriaco decise di affidare questo compito ai medici italiani che si trovavano nei campi di concentramento. A differenza di molti colleghi Dino Giannotti vide in questo ordine, nonostante l'incertezza, un'insperata opportunità:
"Non conosco ancora dove e come saranno utilizzate le nostre competenze, tuttavia l'idea di tornare in Italia è fissa e perentoria in me".
Giannotti fu trasferito a San Daniele del Friuli, per prestare la propria conoscenza medica nel locale ospedale civile. Anche in questo caso il Giannotti si dovette scontrare con malattie derivate principalmente dalla denutrizione. Verso la fine di settembre Giannotti venne trasferito da San Daniele all’ospedale di Pordenone e si trovò così appena dietro le linee austriache, vivendo in prima linea la storica battaglia di Vittorio Veneto, in particolare viene ricordato un episodio che vede protagonista proprio il medico poliziano: la difesa dell'ospedale, il primo luogo liberato di Pordenone.

## Il Diario
Si conosce ben poco riguardo alla situazione dei medici militari italiani dopo che prestarono servizio per la battaglia di Caporetto. Purtroppo questa devastante guerra portò via con sé quasi tutte le fonti italiane, tranne per un piccolo diario, quello di Dino Giannotti.
Si presenta come un dattiloscritto di 170 pagine, un volume unico di dimensioni 290x310x35 mm, rilegato, datato 1917-1918, conservato in buone condizioni. Inoltre vi è stata fatta una trascrizione diplomatica che ricalca accuratamente il testo originale, cercando di preservare quanto più possibile quella precisione e accuratezza appartenenti all'autore. Una piccola modifica è stata l'aggiunta di molti capoversi per facilitarne la lettura.
Attraverso un intreccio tra una cronaca giornaliera dei fatti e diverse riflessioni di carattere medico, militare, sociale e politico, l'autore ci dà un'immagine ben precisa dei campi di concentramento della Prima Guerra Mondiale, arricchita da numerosi oggetti quali fotografie, giornali, lettere e molti altri documenti di vario genere pervenuti a noi grazie alla meticolosa custodia dell'autore stesso, consapevole di quanto unico nel suo genere fosse il periodo che egli stesso stava vivendo. Vi sono inoltre diversi riferimenti: sono citate opere latine, italiane ed europee ma anche dei riferimenti musicali sia classici che moderni e ad opere teatrali, creando un perfetto quadro del contesto culturale del primo Novecento.
Un aspetto peculiare del diario riguarda il linguaggio, che seppur elevato e accuratamente descrittivo mantiene uno stile fresco e vivace. Questo perché il Giannotti non vuole comparire come un grande eroe, non vuole essere ricordato per le sue grandi gesta, bensì vuol far conoscere le sue debolezze e la sua disperazione come prigioniero, lontano dalla sua famiglia e continuamente oppresso da diversi pericoli, che il più delle volte vengono affrontate dall'autore con una nota comica. Questo rende il diario di Giannotti un'opera più realistica ed affascinante, in grado di coinvolgere emotivamente chi legge la sua testimonianza.
Successivamente alla scrittura di questa opera, e più precisamente quarant'anni dopo, l'autore ormai sessantenne si ritrova ad osservare un conflitto che sfortunatamente differisce ben poco da quanto lui stesso raccontava nel suo diario, infatti commenta:
"Dopo gli inauditi orrori della seconda guerra mondiale, le infamie senza pari di feroci e disumani belligeranti nei territori invasi, nei campi di concentramento e di sterminio, il rileggere questo diario mi fa sorridere e dolorosa-mente pensare! Le brutalità di allora verso militari e civili nulla sono a confronto dei misfatti e delle carneficine recentemente compiute dal furore teutonico e da quello slavo!".
Un sorriso certamente amaro quello del Giannotti, che dopo aver scritto il diario come un atto liberatorio, per riacquistare una certa serenità in seguito a tanta sofferenza, deve assistere nuovamente a quelle orrende vicende.